# Gildeskål
Gildeskål é uma comuna da Noruega, com 664 km² de área e 2 215 habitantes (censo de 2004).         